# 86 TCN
Năm 86 TCN là một năm trong lịch Julius. 